# Francis Spain
Francis Spain, född 17 februari 1909 i Quitman, Georgia, död 23 juni 1977 i Rochester, New York, var en amerikansk ishockeyspelare.
Spain blev olympisk bronsmedaljör i ishockey vid vinterspelen 1936 i Garmisch-Partenkirchen.